# Colymbetinae
Sous-famille
Les Colymbetinae sont une sous-famille d’insectes de la famille des Dytiscidae, coléoptères dulçaquicoles. Elle est composée de deux tribus regroupant cinq genres.

## Liste des sous-taxons
Selon ITIS :
- tribu des Anisomeriini Brinck, 1948
  - genre Anisomeria Brinck, 1943
- tribu des Colymbetini Erichson, 1837
  - genre Colymbetes Clairville, 1806
  - genre Hoperius Fall, 1927
  - genre Neoscutopterus J. Balfour-Browne, 1943
  - genre Rhantus Dejean, 1833